# Superbuick
Superbuick è il secondo album in studio del gruppo musicale heavy metal statunitense Mushroomhead, pubblicato nel 1996 da Shroom co.

## Tracce
1. Bwomp – 6:14
2. Never Let It Go – 4:38
3. These Filthy Hands – 5:19
4. The Wrist – 5:16
5. Chancre Sore – 2:35
6. Flattened – 3:40
7. Big Brother – 5:07
8. Idle Worship – 5:12
9. Fear Held Dear – 2:39
10. Unintended – 1:40
11. Bwomp (Reprise) – 3:49

## Formazione
- J Mann: voce
- Jeffrey Nothing: voce
- Pig Benis: basso
- J.J. Righteous: chitarra
- Dinner: chitarra
- Shmotz: tastiera
- Skinny: batteria, percussioni
- Bronson - campionatore, elettronica[non chiaro]